# Кеуруу
Кеуруу (на фински Keuruu, на шведски: Keuru, Кеюрю) е град и община във Финландия с население 10 762 жители към 31 март 2010 г. Разположен е в Централна Финландия. Намира се на 50 км западно от големия град Ювяскюля.
В центъра на града живеят приблизително 8000 жители. Градът покрива площ от 1,430.79 км², от които 170.17 км² е вода. Разположен е на четири острова, свързани с мостове.
Старата дървена църква на града е построена 1756–59 година от Анти Хакола. През 1892 г. излиза извън употреба заради нуждата от нова църква.

## Спорт
Представителният футболен отбор на града се казва КеуПа. Има аматьорски статут.

## Побратимени градове
- Йъгева, Естония

## Галерия
- Новата църква
- Поглед към главната улица
- Друга снимка на главната улица